# Женни, Алексис
Алексис Женни (фр. Alexis Jenni, род. 1963, Лион) — французский писатель. Лауреат Гонкуровской премии 2011 года за роман «Французское искусство войны» («L’Art français de la guerre»).

## Биография
Родился в Лионе в 1963 году в семье швейцарско-немецкого происхождения. Алексис Женни — учитель биологии в лицее Святого Марка в Лионе. Его первый 640-страничный роман «Французское искусство войны», опубликованный в августе 2011 года издательством Галлимар, получил очень благосклонные отзывы, был в коротких списках Премии Медичи и Премии Фемина.
2 ноября 2011 года роман был отмечен Гонкуровской премией. Темы романа — колониальная история Франции в Индокитае и Алжире, роль французской армии в истории Франции XX века. Роман был написан под влиянием дискуссии во французском обществе, начатой Николя Саркози, по поводу французской идентичности. Это уже третий роман Женни, однако первый опубликованный. По свидетельству автора, роман писался 5 лет в свободное от основной работы время. Женни называет себя «воскресным писателем», имея в виду, что время на писательство мог выкраивать время только по воскресеньям.
Женат, имеет троих детей.